# Hystrichodexia mellea
Hystrichodexia mellea är en tvåvingeart som beskrevs av Giglio-tos 1893. Hystrichodexia mellea ingår i släktet Hystrichodexia och familjen parasitflugor. Inga underarter finns listade i Catalogue of Life.